# JTBC 주말 드라마
JTBC 주말 드라마는 매주 토요일부터 일요일 오후 10시 30분에 방송 중인 방송했던 드라마 프로그램이었다.

## 개요
연속극 드라마 형식으로 방송했다.
《12년만의 재회: 달래 된, 장국》을 마지막으로 JTBC 주말 드라마는 폐지됐다.

## 프로그램 리스트
- 아래 드라마 프로그램들은 2003년 이전에 제작·방송한 작품들로 부득이하게 일부 장면에서 흡연 장면 및 담배 소품이 노출될 수 있으며 시청자 여러분들의 양해를 바란다.
- 아래 드라마 프로그램들은 2002년 11월 이후 시청 가능 연령을 표시한 드라마 등급 제도를 의무적으로 시행하여 현재까지 이어지고 있다.
- 2017년 3월 1일부터 TV 프로그램 등급 표시 외에 주제, 폭력성, 선정성, 언어, 모방 위험 등 분류 사유 표시를 의무적으로 시행하고 있다.

### 2010년대
- 《인수대비》 : 2011년 12월 3일 ~ 2012년 6월 24일
- 《무자식 상팔자》 : 2012년 10월 27일 ~ 2013년 3월 17일
- 《궁중잔혹사 꽃들의 전쟁》 : 2013년 3월 23일 ~ 2013년 9월 8일
- 《맏이》 : 2013년 9월 14일 ~ 2014년 3월 16일
- 《12년만의 재회: 달래 된, 장국》 : 2014년 3월 22일 ~ 2014년 6월 29일

### 2020년대
- 《아이가 다섯》 : 2026년 2월 21일 ~ 방송 예정

## 경쟁 프로그램
- KBS 2TV 주말 드라마
- MBC 주말 드라마(폐지)
- SBS 주말 드라마(폐지)